# Международный день борьбы с коррупцией
Международный день борьбы с коррупцией  (на других официальных языках ООН: англ. International Anti-Corruption Day, араб. اليوم الدولي لمكافحة الفساد, ‎исп. el Día Internacional contra la Corrupción, кит. 国际反腐败日, фр. la Journée internationale de lutte contre la corruption
)  — отмечается ежегодно 9 декабря, начиная с 2004 года. Провозглашён Генеральной Ассамблеей ООН (резолюция  №  A/RES/58/4 от 21 ноября 2003 года). В этот день в 2003 году в Мексике была открыта для подписания Конвенция ООН против коррупции.
Целью учреждения этого Международного дня, как указано в резолюции Генеральной Ассамблеи, было углубление понимания  проблемы коррупции и роли Конвенции в предупреждении коррупции и борьбе с ней. В резолюции отсутствуют обычные в таких случаях призывы широко отмечать этот день и проводить соответствующие мероприятия.
В резолюции Генеральной Ассамблеи выражена просьба к Генеральному секретарю ООН поручить Управлению ООН по наркотикам и преступности (UNODC) выполнять функции секретариата Конференции государств-участников Конвенции.
В дальнейшем ежегодно по поводу Международного дня по борьбе с коррупцией директор UNODC выступает с посланием. Обычно с подобным посланием по случаю других международных дней ООН выступает Генеральный секретарь ООН.
В своём послании от 9 декабря 2015 года Генеральный секретарь ООН Пан Ги Мун призвал:

В новой Повестке дня в области устойчивого развития на период до 2030 года, с помощью которой мы планируем положить конец нищете и обеспечить достойные условия жизни для всех, признается необходимость борьбы с коррупцией во всех её аспектах и содержится призыв к значительному сокращению незаконных финансовых потоков и возвращению украденного имущества.
В своём послании от 9 декабря 2015 года исполнительный директор Управления ООН по наркотикам и преступности Юрий Федотов заметил:

Когда коррупция и взяточничество достигают своей цели, а равенство и справедливость терпят неудачу — целые общины могут остаться без необходимой им инфраструктуры, больниц или школ. К тому же коррупция подрывает основу важнейших правовых вопросов, наносит урон промышленности и извращает понятие конкуренции.

## Международные мероприятия
- Начиная с 2003 года Transparency International ежегодно публикует доклад «Барометр мировой коррупции». С 2004 года этот доклад приурочивается к Международному дню борьбы с коррупцией.
- Начиная с 2015 года Программа развития ООН и Управление ООН по наркотикам и преступности инициировали совместную международную кампанию с призывом «Разорви цепь коррупции», в том числе с прямым призывом к гражданам поддержать хештегом #breakthechain в социальных сетях[4].

## Ежегодные темы дня
- 2004 год — «С коррупцией платят все»;
- 2005 год — «Вы сможете остановить коррупцию»;
- 2006 год — «Вы сможете остановить коррупцию»;
- 2007 год — «Коррупция — НЕ в счет»;
- 2008 год — «Коррупция — НЕ в счет»;
- 2009 год — «Не допустим, чтобы коррупция подорвала развитие»;
- 2010 год — «Коррупция — НЕ в счет»;
- 2011 год — ACT (сокращение от англ. «Against Corruption Today», т. е. «Против коррупции сегодня»);
- 2012 год — «Коррупция. Твое "НЕТ" имеет значение» («Corruption. Your 'NO' counts»);
- 2013 год — «Ноль коррупции — 100 процентов развития»;
- 2014 год — «Разорви цепь коррупции»;
- 2015 год — «Разорви цепь коррупции»;
- 2016 год — «Объединимся в борьбе против коррупции в интересах развития, мира и безопасности»;
- 2017 год — «Объединимся в борьбе против коррупции в интересах развития, мира и безопасности»;
- 2018 год — «Объединимся в борьбе против коррупции в интересах развития, мира и безопасности»;
- 2019 год — «Объединимся в борьбе против коррупции в интересах развития, мира и безопасности»;
- 2020 год — «Восстановить целостность»;
- 2021 год — «Ваше право, ваша задача: скажем нет коррупции»;
- 2022 год — «Двадцать лет Конвенции ООН против коррупции: объединяем мир против коррупции».